# José Mármol
José Mármol (Buenos Aires, 1818 – 1871) è stato un poeta argentino.

## Biografia
Celebre per le sue violente invettive contro Juan Manuel de Rosas, che gli valsero l'esilio, fu autore delle opere di vario genere Cantos del peregrino (1846), Amalia (1851) e El poeta.
Una volta caduto Rosas, tornò in patria bel 1852 e fu eletto senatore e direttore della Biblioteca Pubblica.
Scrittore romantico, si distinse per l'originalità alimentata dalle forti passioni, dal grande sentimento per la natura, per la ricchezza immaginativa.